# 社会正義
社会正義（しゃかいせいぎ、英: social justice）とは、社会の常識から考えて正しい道理のことである。社会的公正（しゃかいてきこうせい）とも訳される。例としては法の下の平等や同一労働同一賃金などがあげられる。

## 概要
騎士道にも登場するなど古くからある発想であるが、近代になって具体的な概念として明確化した。18世紀末の『ザ・フェデラリスト』やエドワード・ギボンの『ローマ帝国衰亡史』に、その表れを見ることが出来る。19世紀末、ローマ教皇レオ13世がカトリック教会に人道の精神から社会問題への取り組みを指示した回勅『レールム・ノヴァールム』を発表し、労働者の権利を擁護して搾取や資本主義の権謀に警告を行う。
また、社会的に公正な世界を目指す運動の概念としても使用される。具体的には、人権や平等主義（公平）、累進課税などを通した収入や財産の富の再分配などが挙げられる。正義の観点から、汚職や金権政治をも強く非難する。最近では、自由主義の思想家であるジョン・ロールズ（『正義論』の著者）によって概念が大きく拡張され、グローバルグリーンズを構成する各国・各地域の緑の党や、その基盤たるみどりの政治の概念にも多大な影響を与えた。国際労働機関は『普遍的にして恒久的な平和』に不可欠な基本理念として『社会正義』を掲げており、 ウィーン宣言及び行動計画の第2部に於いても『社会正義』は人権教育の目標の一つに掲げられている。

## 現実の社会における展開
資本主義に批判的な視点を含むなど福祉や社会保障を裏付ける思想の一つで、社会主義や社会民主主義の基礎にある発想と重なる部分もあるが、社会主義と異なり、必ずしも大きな政府（福祉国家）を肯定するものでもなく、より幅の広い概念である。社会自由主義に与えた影響も有るが自由主義に限られるものでもない。上で挙げられた例や宗教左派など、社会問題への宗教からのアプローチも含まれる。保守主義、特に道徳を重視する社会保守主義にも通じる点が有る。一例としては、ラジオの活用で知られる反ユダヤ主義や反共主義の右派カトリック説教師であるチャールズ・カフリンも、社会正義を前面に掲げた。このように、単純に左派や右派の軸で捉えられるものでなく、その曖昧さからアルゼンチンのペロン党などのポピュリズム政権が称する例もある。
日本では、弁護士法第1条に「弁護士は、基本的人権を擁護し、社会正義を実現することを使命とする。」とあり、法曹分野において重要な用語となっている。
日本社会福祉士会も加入する国際ソーシャルワーカー連盟と国際ソーシャルワーク教育学校連盟が採択した「ソーシャルワーク専門職のグローバル定義」（2014年7月）の中には「社会正義、人権、集団的責任、および多様性尊重の諸原理は、ソーシャルワークの中核をなす。」と規定されており、ソーシャルワークの分野でも重要な用語となっている。
インドネシアは、国是であるパンチャシラ5原則の一つに「社会正義」（社会的公正）を掲げている。
国際連合総会は2007年の決議で、毎年2月20日を国際デーの「世界社会正義の日」に制定し、貧困削減や、男女同権、国際労働機関の定める労働者の権利といった社会正義の尊重の向上を確認した。この国際デーは2009年から実施されている。